# Digital Combat Simulator
Digital Combat Simulator (DCS) è un ambiente simulativo modulare, focalizzato sul volo militare simulato, sviluppato e distribuito da Eagle Dynamics in collaborazione con The Fighter Collection a partire dal 2008.
DCS è la diretta evoluzione del precedente titolo Lock On: Modern Air Combat, pubblicato nel 2003: rispetto a Lomac, Digital Combat Simulator presenta un ambiente più vasto e dinamico, una migliore riproduzione dei mezzi simulati ed una grafica rinnovata.
Caratterista principale di DCS è la sua struttura modulare che permette di collegare/installare uno o più moduli attraverso una piattaforma software comune.

## DCS World
DCS World costituisce la piattaforma unitaria del simulatore. La versione base, liberamente scaricabile dal sito ufficiale del produttore, comprende il velivolo d'attacco al suolo russo Su-25T e lo statunitense TF-51D come mezzi pilotabili e la regione caucasica e l'arcipelago delle Isole Marianne come scenario bellico.
In virtù del suo sistema modulare, attraverso DCS World è possibile installare singoli componenti (sviluppati da Eagle Dynamics e/o da terze parti) che permettono di controllare nuovi velivoli, mezzi terrestri e navali e che estendono l'ambiente simulativo a nuove aree territoriali.
Caratteristiche comuni a tutti i velivoli simulati sono l'accurata riproduzione dell'abitacolo, dell'avionica, del modello di volo e la presenza di campagne e missioni dedicate.
Tutti i moduli sono compatibili tra loro lato multiplayer: attualmente la versione stabile di DCS World è la 2.8.1

## Moduli Eagle Dynamics
| Modulo                    | Descrizione | Pubblicazione                  |
| ------------------------- | --- | ------------------------------ |
| DCS: Black Shark 3        | DCS: Black Shark 3 simula l'elicottero russo Ka-50. Il Ka-50, noto anche come Black Shark, era un elicottero d'attacco monoposto a rotori coassiali controrotanti, sviluppato negli anni ottanta ed entrato in servizio con le Forze armate della Federazione Russa nel 1995. | 2022 (prima versione nel 2008) |
| DCS: A-10C II Tank Killer | DCS: A-10C II Tank Killer simula il velivolo d'attacco al suolo statunitense A-10C. Il Thunderbolt II è un aereo da attacco al suolo monoposto, bimotore e ad ala rettilinea. Sviluppato attorno al cannone GAU-8 Avenger nei primi anni settanta ha tra le sue caratteriste peculiari la grande e variegata capacità di carico bellico e la possibilità di operare a quote molto basse. | 2020 (prima versione nel 2011) |
| DCS: L-39 Albatros        | DCS: L-39 Albatros simula il velivolo cecoslovacco L-39. L'Albatros è un monomotore a getto da addestramento avanzato ad alte prestazioni di produzione cecoslovacca, utilizzato nelle forze aeree del Patto di Varsavia. Oltre a quella d'addestramento è stata prodotta anche una versione da attacco leggero dotata di armamento. | 2015                           |
| DCS: F/A-18C Hornet       | DCS: F/A-18C Hornet simula il velivolo multiruolo statunitense F/A-18C. L'Hornet è un cacciabombardiere costruito dalla McDonnell Douglas a seguito di una richiesta della US Navy: è stato progettato per coprire il ruolo di aereo da caccia, da attacco al suolo, da supporto aereo ravvicinato, da bombardamento tattico, ricognizione e controllo aereo avanzato. Oltre agli USA, lo F-18C equipaggia le forze aeronautiche di Australia, Canada, Finlandia, Kuwait, Malaysia, Spagna e Svizzera. | 2018                           |
| DCS: Yak-52               | DCS: Yak-52 simula il velivolo russo Yak-52. Lo Yak-52 è un addestratore basico con capacità acrobatiche progettato dall'OKB 115 Jakovlev e sviluppato in Unione Sovietica negli anni settanta. | 2018                           |
| DCS: F-16C Viper          | DCS: F-16C Viper simula il velivolo statunitense F-16C. Il Fighting Falcon è un aereo da combattimento multiruolo, monomotore, sviluppato dalla General Dynamics per l'Aeronautica Militare statunitense. Progettato come caccia leggero, si è successivamente evoluto in un velivolo multiruolo. Selezionato dalle forze aeree di 25 nazioni, L'F-16 è il più grande progetto occidentale di aereo da combattimento con oltre 4.500 esemplari prodotti. | 2019                           |
| DCS: Mi-24P               | DCS: Mi-24P Hind simula l'elicottero russo Mi-24P. L'Hind è un elicottero d'attacco e da trasporto truppe di fabbricazione sovietica, sviluppato negli anni sessanta a partire dal Mil Mi-8 ed entrato in servizio nel 1972. Progettato per missioni di scorta, ricognizione, supporto aereo e contro-carro è in grado di trasportare fino ad 8 uomini: caratterizzato da un'elevata potenza di fuoco ed una pesante corazzatura si contraddistingue per la forma dei cupolini degli abitacoli e per la singolare disposizione di pilota e cannoniere. Prodotto in più di 2.000 esemplari, ha riscosso un notevole successo commerciale ed è tuttora uno dei velivoli più diffusi tra le forze armate dei paesi ex-URSS nonché quelli in via di sviluppo ed è stato impiegato in numerosi conflitti. | 2021                           |
| DCS: AH-64D               | DCS: AH-64D simula l'elicottero statunitense AH-64 Apache. L'Apache fu sviluppato negli USA a partire dagli anni settanta: è stato concepito come bimotore biposto in tandem per l'impiego in missioni anticarro, assalto, scorta e caccia anti-elicottero, da svolgere in ogni condizione di tempo. L'arma principale è costituita dal cannone automatico da 30mm e può essere equipaggiato con una combinazione di missili anticarro e razzi, agganciati ai supporti laterali. È stato prodotto in oltre 2.500 esemplari ed equipaggia le forze armate di diversi paesi. | 2022                           |

| Modulo                        | Descrizione | Pubblicazione      |
| ----------------------------- | --- | ------------------ |
| DCS: Combined Arms            | DCS: Combined Arms è il modulo che permette di controllare le singole unità terrestri e navali. Attraverso DCS: CA è inoltre possibile assumere il ruolo di Joint Terminal Attack Controller (JTAC) e designare gli obbiettivi per i mezzi in volo o ingaggiare direttamente le unità nemiche. | 2012               |
| DCS: Flaming Cliffs 3         | DCS: Flaming Cliffs 3 rappresenta il terzo capitolo delle due omonime espansioni disponibili per Lock On: Modern Air Combat. FC3 comprende F-15C, A-10A, Su-27, Su-33, MiG-29A, MiG-29S, Su-25T, Su-25. Il modulo è una semplificazione della serie DCS in quanto i velivoli presentano un'avionica meno sofisticata. | 2013               |
| DCS World Series              | DCS World Series è costituita dai medesimi velivoli di DCS: Flaming Cliffs 3, in questo caso singolarmente acquistabili/installabili. Tecnicamente i moduli sono identici alla versione FC3. | A partire dal 2013 |
| DCS: WWII Assets Pack         | DCS: WWII Assets Pack è un pacchetto costituito da una serie di mezzi aerei, terrestri e navali della Seconda Guerra Mondiale. È destinato, principalmente, a popolare il teatro DCS: Normandy 1944 ma può essere liberamente sfruttato in tutte le mappe DCS. | 2017               |
| DCS: NS 430 Navigation System | DCS: NS 430 Navigation System riproduce il sistema di navigazione GPS della Garmin. Il sistema di navigazione GPS NS 430 offre opzioni di navigazione e radiocomunicazioni particolarmente utili per i velivoli più vecchi, dotati di sistemi meno sofisticati. Al momento il modulo è compatibile con DCS: Mi-8MTV2 Magnificent Eight, DCS: L-39 Albatros, DCS: SA342 Gazelle e DCS: C-101. | 2017               |
| DCS: Supercarrier             | DCS: Supercarrier è un pacchetto che riproduce le portaerei della Classe Nimitz. La classe Nimitz è costituita da dieci portaerei a propulsione nucleare: prende il nome dell'ammiraglio Chester Nimitz, comandante delle forze alleate del Pacifico durante la Seconda Guerra Mondiale. In particolare il pacchetto include CVN-71 Theodore Roosevelt, CVN-72 Abraham Lincoln, CVN-73 George Washington, CVN-74 John C Stennis, CVN-75 Harry S. Truman oltre la portaerei russa Kuznetsov, il cacciatorpediniere di classe Arleigh Burke e il caccia Su-33 Flanker D. | 2020               |

| Modulo                   | Descrizione | Pubblicazione |
| ------------------------ | --- | ------------- |
| DCS: P-51D Mustang       | DCS: P-51D Mustang simula il velivolo statunitense della Seconda Guerra Mondiale P-51D. Il Mustang fu schierato sia sul fronte del Pacifico che su quello Europeo per contrapporsi agli aerei della Luftwaffe. Fu impiegato prevalentemente come caccia di scorta alle formazioni di bombardieri B-17 e nel ruolo di caccia bombardiere. | 2012          |
| DCS: Fw 190 D-9 Dora     | DCS: Fw 190 D-9 Dora simula il velivolo tedesco della Seconda Guerra Mondiale Fw 190 D-9. Al tempo della sua entrata in servizio, nel 1941, l'Fw 190 era tra i caccia più avanzati al mondo, molto veloce e con un altrettanto rapida capacità di rollio. Venne realizzato in decine di versioni, sia come intercettore che come caccia-bombardiere. | 2014          |
| DCS: Bf 109 K-4 Kurfurst | DCS: Bf 109 K-4 Kurfurst simula il velivolo tedesco della Seconda Guerra Mondiale Bf 109. Il Bf 109 fu un aereo da caccia monomotore, monoplano ad ala bassa sviluppato negli anni trenta in Germania. È uno dei più noti caccia tedeschi di quel periodo: era molto robusto, progettato per essere facile da costruire e riparare. Il Bf 109 K Kurfürst fu la versione finale, realizzata in circa 700 esemplari nel modello K-4. | 2014          |
| DCS: Spitfire LF Mk. IX  | DCS: Spitfire LF Mk. IX simula il velivolo inglese della Seconda Guerra Mondiale Spitfire LF Mk. IX. Lo Spitfire fu un caccia monoposto monomotore ad ala bassa, prodotto negli anni trenta e quaranta. Impiegato in Europa, Nord Africa, Australia e Asia, divenne uno degli aerei-simbolo della Seconda guerra mondiale soprattutto per il suo efficace e decisivo contributo alla vittoriosa resistenza inglese all'aggressione tedesca, durante la Battaglia d'Inghilterra. | 2016          |
| DCS: Fw 190 A-8          | DCS: Fw 190 A-8 simula il velivolo tedesco della Seconda Guerra Mondiale DCS: Fw 190 A-8. La versione A-8 dell'Fw 190 entrò in produzione nel febbraio 1944, spinta dal motore radiale BMW 801 D-2. Oltre a garantire eccellenti prestazioni alle basse e medie altitudini, il motore era anche molto robusto. L'armamento includeva due mitragliatrici MG131 da 13 mm montate sulla fusoliera e quattro cannoni MG 151/20E da 20 mm montati sull'ala. Il carico bellico dell'Anton includeva razzi e bombe non guidate.                                                                                        | 2019          |
| DCS: P-47D Thunderbolt   | DCS: P-47D Thunderbolt simula il velivolo statunitense della Seconda Guerra Mondiale P-47. Il P-47 fu il monomotore monoposto più grande e pesante mai costruito prima e durante il conflitto: aveva scarsa accelerazione, bassa stabilità direzionale e, a quote medio-basse, si mostrava riluttante a compiere manovre acrobatiche. Tuttavia era dotato di un motore estremamente potente ed era veloce, specialmente ad alta quota. Dai primi del 1943 fu impiegato intensamente su tutti i fronti: costruito in 15.683 esemplari, dopo il conflitto servì nelle aviazioni di una quindicina di paesi.       | 2020          |
| DCS: Mosquito FB VI      | DCS: Mosquito FB VI simula il velivolo britannico de Havilland DH.98 Mosquito. Il Mosquito era un aereo monoplano e bimotore realizzato dall'azienda britannica de Havilland Aircraft Company sul finire degli anni trenta. Impiegato durante la seconda guerra mondiale, si dimostrò estremamente versatile e fu utilizzato in diversi ruoli dalla Royal Air Force e da molte altre forze aeree alleate sia nel teatro europeo che in quelli del Pacifico e del Mediterraneo; in diverse forze armate venne mantenuto in servizio anche oltre il periodo bellico e fu impiegato anche come aereo da trasporto. | 2021          |

## Moduli di terze parti
| Modulo                                           | Descrizione | Sviluppatore                                     | Pubblicazione |
| ------------------------------------------------ | --- | ------------------------------------------------ | ------------- |
| DCS: UH-1H Huey                                  | DCS: UH-1H Huey simula l'elicottero statunitense da supporto tattico e trasporto truppe UH-1H, comunemente detto Huey. Lo Huey ha ridefinito le tattiche e le procedure d'impiego dell'ala rotante in ambito militare. Tra le sue caratteristiche principali la grande flessibilità d'impiego, l'affidabilità e la manutenzione più agevole rispetto ai modelli precedenti. | Belsimtek (dal 2018 confluita in Eagle Dynamics) | 2013          |
| DCS: Mi-8MTV2 Magnificent Eight                  | DCS: Mi-8MTV2 Magnificent Eight simula l'elicottero russo da supporto tattico e trasporto truppe Mi-8MTV2. Il Mi-8 è la controparte russa dello Huey. Con oltre 12.000 esemplari realizzati è l'elicottero maggiormente prodotto nel mondo. | Belsimtek                                        | 2013          |
| DCS: F-86F Sabre                                 | DCS: F-86F Sabre simula il velivolo statunitense F-86F. Il Sabre è un caccia monomotore a getto con ala a freccia, prodotto alla fine degli anni quaranta. Impiegato principalmente dall'USAF e da numerose forze aeree della NATO, venne utilizzato in operazioni belliche durante la Guerra di Corea dove affrontò la controparte russa rappresentata dai MiG-15 e MiG-17. | Belsimtek                                        | 2014          |
| DCS: MiG-15bis                                   | DCS: MiG-15bis simula il velivolo russo Mig-15. Il Mig-15 è un caccia monomotore a getto con ala a freccia, sviluppato in URSS alla fine degli anni quaranta. Fu impiegato dall'Aeronautica sovietica e da moltissime forze aeree filorusse. Celebre il confronto con la controparte statunitense rappresentata dall'F-86F Sabre durante il conflitto nordcoreano nella cosiddetta MiG Alley. | Belsimtek                                        | 2015          |
| DCS: F-5E Tiger II                               | DCS: F-5E Tiger II simula il velivolo statunitense F-5E. Il Northrop F-5 è un aereo da caccia leggero monoposto, bimotore a getto e monoplano ad ala bassa, sviluppato dalla statunitense Northrop nei tardi anni cinquanta. La prima versione di serie venne designata 'Freedom Fighter' mentre la sua versione migliorata fu ribattezzata 'Tiger II'. | Belsimtek                                        | 2016          |
| DCS: MiG-21bis                                   | DCS: MiG-21bis simula il velivolo russo MiG-21bis. Il Mig-21 è un caccia monomotore a getto con ala a delta, sviluppato in Unione Sovietica negli anni cinquanta. Impiegato principalmente dall'Aeronautica sovietica e da moltissime forze aeree del Patto di Varsavia, venne fabbricato in più di 10.000 esemplari, conquistando il primato di caccia bisonico più prodotto della storia dell'aeronautica. | Magnitude 3 LLC                                  | 2014          |
| DCS: Christen Eagle II                           | DCS: Christen Eagle II simula il velivolo statunitense Christen Eagle II. Il Christen Eagle II, da metà degli anni '90 rinominato Aviat Eagle II, è un aereo biplano sportivo acrobatico prodotto negli Stati Uniti dalla fine del 1970. | Magnitude 3 LLC                                  | 2019          |
| DCS: C-101                                       | Pubblicato nel 2015, DCS: C-101 Aviojet simula il velivolo spagnolo C-101. Il C-101 è un addestratore intermedio monomotore, caratterizzato da un'ala bassa e un abitacolo a 2 posti in tandem. Il velivolo viene impiegato dalla pattuglia acrobatica spagnola Patrulla Águila e può svolgere anche missioni di attacco leggero. | AvioDev                                          | 2015          |
| Hawk T.1A (compatibile fino alla versione 2.5.3) | Hawk T.1A simula il velivolo inglese Hawk T1A. L'Hawk è un monomotore a reazione da addestramento intermedio-avanzato di costruzione britannica, realizzato a partire dagli anni settanta. Dal 1980 è anche l'aereo impiegato dalla pattuglia acrobatica della Royal Air Force, i Red Arrows. | VEAO Simulations                                 | 2015          |
| DCS: M-2000C                                     | DCS: M-2000C simula il velivolo francese Mirage 2000C. Il Mirage 2000 è un caccia supersonico multiruolo, caratterizzato da un'ala a delta, un assetto di volo a stabilità statica rilassata ed un sistema di controllo Fly-by-wire. Entrato in servizio nell'Armée de l'Air nella prima metà degli anni '80, è stato esportato con successo in molteplici aeronautiche di vari paesi. | RAZBAM                                           | 2015          |
| DCS: AV-8B Night Attack V/STOL                   | DCS: AV-8B Night Attack V/STOL simula il velivolo statunitense AV-8B Harrier II. L'AV-8B Harrier II è una famiglia di aerei monomotori a getto da attacco al suolo appartenenti alla seconda generazione di aerei a decollo corto e atterraggio verticale (STOVL), sviluppati e prodotti dalla Boeing / BAE Systems a partire dagli anni novanta sulla base del progetto di generazione precedente messo a punto dalla British Aerospace. | RAZBAM                                           | 2017          |
| DCS: MiG-19P Farmer                              | DCS: MiG-19P Farmer simula il velivolo russo MiG-19. Il Farmer è un caccia bimotore a getto ad ala a freccia sviluppato in Unione Sovietica negli anni cinquanta. Fu prodotto su licenza dando origine a sottoversioni e varianti locali e venne utilizzato in diversi ambiti bellici, dalla guerra del Vietnam ai conflitti arabo-israeliani. | RAZBAM                                           | 2019          |
| DCS: SA342 Gazelle                               | DCS: SA342 Gazelle simula l'elicottero francese SA342. Il Gazelle è un elicottero multiruolo monoturbina con rotore a tre pale, progettato dalla Sud Aviation alla fine degli anni sessanta. Impiegato da molteplici utilizzatori civili e militari nel mondo, è stato prodotto in serie dalla Société Nationale Industrielle Aérospatiale in collaborazione con la britannica Westland Helicopters. | Polychop-Simulations                             | 2016          |
| DCS: AJS-37 Viggen                               | DCS: AJS-37 Viggen simula il velivolo svedese AJS-37. Il Viggen è un velivolo di produzione svedese monoposto, monomotore, caratterizzato da un'ala a delta e da una configurazione canard. Effettuò il primo volo nel 1967 ed entrò effettivamente in servizio presso le forze aeree svedesi nel 1971. È stato il primo velivolo con una soluzione canard ad essere prodotto in quantità. | Heatblur Simulations                             | 2017          |
| DCS: F-14 Tomcat                                 | DCS: F-14 Tomcat simula il velivolo statunitense F-14. il Tomcat è un aereo da combattimento supersonico bimotore a getto, biposto e con ala a geometria variabile, sviluppato negli Stati Uniti alla fine degli anni sessanta. Volò per la prima volta nel dicembre 1970 e divenne operativo con la U.S. Navy a partire dal 1974: fu impiegato come principale caccia da superiorità aerea, caccia intercettore e come piattaforma per la ricognizione tattica. Negli anni novanta iniziò ad operare anche come aereo da attacco al suolo. Circa 80 esemplari furono esportati in Iran nel 1976.                                                 | Heatblur Simulations                             | 2019          |
| DCS: I-16                                        | DCS: I-16 simula il velivolo russo I-16. L'I-16 era un caccia monomotore ad ala bassa a sbalzo, sviluppato in Unione Sovietica negli anni trenta. Fu il primo monoplano al mondo con carrello d'atterraggio retrattile ed il primo caccia sovietico ad avere una corazzatura dell'abitacolo. Rimase operativo dalla metà degli anni trenta fino all'inizio della Seconda guerra mondiale costituendo in quel periodo il principale modello a disposizione dei reparti di caccia sovietici. Fuori dai confini nazionali ebbe risalto durante la guerra civile spagnola ed al servizio dei piloti cinesi durante la Seconda guerra sino-giapponese. | OctopusG                                         | 2019          |
| DCS: JF-17 Thunder                               | DCS: JF-17 Thunder simula il velivolo cino-pakistano Joint Fighter-17. Il JF-17 è un caccia monoposto, multiruolo e ogni-tempo di quarta generazione, prodotto in collaborazione da Cina e Pakistan a partire dal 2006. Dal 2007 equipaggia le forze aeree pakistane. | Deka Ironwork Simulations                        | 2019          |
| DCS: Mirage F1                                   | DCS: Mirage F1 simula il velivolo francese Mirage F1. Il Mirage F1 è un caccia intercettore multiruolo di terza generazione, monomotore turbogetto dotato di ala a freccia, sviluppato dalla francese Dassault alla fine degli anni sessanta: venne realizzato in oltre 700 esemplari e impiegato con successo in conflitti e guerre regionali da numerose forze aeree. | Aerges Engineering SL                            | 2022          |
| DCS: MB-339                                      | DCS: MB-339 simula il velivolo italiano MB-339. l'MB-339 un aviogetto monomotore biposto da addestramento avanzato e da appoggio tattico leggero, prodotto dall'italiana Aermacchi negli anni settanta. È in dotazione principalmente all'Aeronautica Militare Italiana che lo utilizza come addestratore basico. È l'attuale velivolo della pattuglia acrobatica italiana Frecce Tricolori e degli Emirati Arabi Uniti Al Fursan (The Knights). | IndiaFoxtEcho Visual Simulation                  | 2022          |

## Mappe
| Modulo                                  | Descrizione | Sviluppatore   | Pubblicazione |
| --------------------------------------- | --- | -------------- | ------------- |
| DCS: NEVADA Test and Training Range Map | DCS: NEVADA Test and Training Range Map (NTTR) map riproduce l'omonima area d'addestramento situata nello stato del Nevada, negli Stati Uniti. NTTR è il più esteso spazio aereo e terrestre dedicato alle esercitazioni militari e sede della più grande simulazione di combattimento aereo: la Red Flag.                                                  | Eagle Dynamics | 2015          |
| DCS: Normandy 1944 Map                  | DCS: Normandy 1944 Map è un teatro focalizzato sul campo di battaglia della Seconda Guerra Mondiale in Normandia, Francia. La mappa riproduce il periodo successivo al cosiddetto D-Day e vede la presenza di numerosi aeroporti alleati in territorio francese realizzati per sostenere l'offensiva di fine Giugno 1944 contro la Germania.                | Ugra Media     | 2017          |
| DCS: Persian Gulf Map                   | DCS: Persian Gulf Map riproduce un'ampia porzione della penisola araba: in particolare lo Stretto di Hormuz, punto di incontro strategico tra il Golfo Persico e il resto del mondo. Accanto all'Iran a nord e agli Emirati Arabi Uniti e all'Oman a sud, il Golfo Persico è stato uno dei luoghi della penisola araba più pericolosi al mondo per decenni. | Eagle Dynamics | 2018          |
| DCS: The Channel Map                    | DCS: The Channel Map riproduce i territori del sud-est dell'Inghilterra e della Francia nord-orientale. In particolare, la mappa è focalizzata alla fine di Giugno 1940, quando il Terzo Reich si preparava a lanciare l'operazione Adlerangriff (Attacco dell'Aquila) con l'obiettivo di invadere l'Inghilterra attraverso il canale della Manica.         | Eagle Dynamics | 2020          |
| DCS: Syria Map                          | DCS: Syria Map riproduce gran parte del Mediterraneo orientale e include la maggior parte della Siria, Israele e Libano, nonché alcune aree di Turchia, Giordania e l'isola di Cipro. La geografia varia dalle aree temperate in prossimità della costa ovest fino alle aride distese desertiche verso est.                                                 | Ugra Media     | 2020          |
| DCS: South Atlantic Map                 | DCS: South Atlantic Map riproduce parte del territorio di Argentina e Cile fino alle isole Falkland/Malvinas. La mappa copre un'area di 3,1 milioni di chilometri quadrati, incluse la catena montuosa delle Ande cilene e le pianure della Patagonia Argentina.                                                                                            | RAZBAM         | 2022          |

## Campagne
- Su-27 The Ultimate Argument
- Black Shark 2 Republic
- F-15C 16-2 Red Flag
- A-10C 16-2 Red Flag
- A-10C Basic Flight Training
- P-51D High Stakes
- The Museum Relic
- A-10C Advanced Aircraft Training Qualification
- A-10C Operation Piercing Fury
- A-10C Advanced Aircraft Training Qualification
- F-5E Aggressors BFM
- The Border
- A-10C: Stone Shield
- F-5E Aggressors Air Combat Maneuver
- UH-1H Argo
- Mi-8MTV2 Oilfield
- A-10C Tactical Training Qualification
- Spitfire LF Mk. IX Operation Epsom
- F-15C The Georgian War
- P-51D Charnwood
- F-15C Aggressors BFM
- L-39 Albatros: Kursant
- M-2000C Red Flag
- Mi-8MTV2 and Ka-50: Memory of a Hero
- Spitfire IX The Big Show
- Combined Arms: Frontlines Georgia
- P-51D: The Blue Nosed Bastards of Bodney
- The Enemy Within 3.0
- F/A-18C Aggressors BFM
- Bf 109 K-4 Jagdflieger
- UH-1H Worlds Apart - Spring 2025
- F-86F Hunters over the Yalu
- F/A-18C Hornet - The Serpent's Head 2
- DCS: F/A-18C Raven One
- DCS: Mi-8MTV2 Crew Part 1
- DCS: Fw 190 A-8 Horrido!
- DCS: F/A-18C Operation Pontus
- DCS: F-5E Black Sea Resolve
- DCS: F-16C Red Flag 21-1
- DCS: F-14A Zone 5
- DCS: F/A-18C Rising Squall
- DCS: AV-8B Sky Warrior
- DCS: A-10C Operation Persian Freedom
- DCS: Ka-50 2 Pandemic
- DCS: P-47D Wolfpack
- DCS: F-14A Fear the Bones
- DCS: F/A-18C Rise of the Persian Lion
- DCS: MiG-21bis Constant Peg
- DCS: MiG-21bis Battle of Krasnodar
- DCS: A-10C Iron Flag Part I
- DCS: UH-1H Paradise Lost
- DCS: F/A-18C Operation Cerberus North
- DCS: MAD
- DCS: AV-8B Hormuz Freedom
- DCS: A-10C Operation Agile Spear
- DCS: F-14B Operation Sandworm
- DCS: Spitfire Beware! Beware!
- DCS: MAD JF-17 Thunder
- DCS: F/A-18C Raven One: Dominant Fury
- DCS: F/A-18C Rise of the Persian Lion II